# Yves Afonso
Yves Afonso (Saulieu, 13 de fevereiro de 1944 — Saulieu, 21 de janeiro de 2018) foi um ator francês conhecido por seus papéis nos filmes Masculin Féminin e L'horloger de Saint-Paul.